# Citroën Tipo C
El Citroën Tipo C, más conocido como Citroën 5HP o Citroën 5CV, es el segundo modelo de automóvil diseñado y comercializado por André Citroën, entre 1922 y 1926.  Viene después de los 10HP "Tipo A" (Junio 1919). Son los primeros coches europeos producidos en serie.
Uno de los primeros colores en los que se ofreció fue el amarillo (un amarillo pálido de "Pomelo"), lo que le valió el primer apodo de "Pequeño Limón". También es apodado "Culo de gallina " por su  forma puntiaguda  en la parte trasera y "trefle" por su versión Torpedo de tres plazas con una disposición de hojas de trébol. El éxito de esta carrocería llevara a la aplicación incorrecta del apodo "Trèfle " a todos los modelos de 5HP,

## Historia

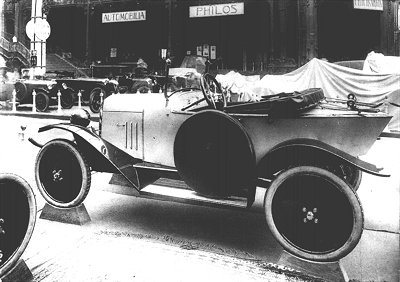
1921 Salón del Automóvil de París

Mientras que el gobierno francés alienta a los fabricantes de automóviles a invertir en los ciclomotores a través de incentivos fiscales, André Citroën prefiere recurrir a los coches pequeños. El 5HP es el primer Citroën que entra en el segmento de los coches pequeños, entonces monopolizado por Peugeot y Renault. 
A pesar de su parecido con el Tipo A diseñado por Jules Salomon, el 5HP era de hecho el trabajo del ingeniero Edmond Moyet quien, unos meses antes, había producido un vehículo muy similar para Amilcar: el CC. 
Con los 5 CV, Citroën se define como una marca dedicada a los motores producidos en masa. Este último aspecto queda subrayado por el hecho de que sus coches también se pueden comprar a crédito, un método nuevo para la época, gracias a una empresa de crédito al consumo fundada por André Citroën. 
El genio de André Citroën fue promover este coche a un público femenino, lo cual era absolutamente inusual en ese momento. De hecho, todo el material publicitario del 5HP representa el coche conducido por una joven. 
Tras un lento comienzo en 1922, su éxito fue tal que a partir de 1924 representó casi la mitad de las ventas. El precio de venta del Torpedo de 5HP en 1922 fue de 8 500 francos franceses, es decir, cerca del 60 % del de 10HP B2 (13 900 francos franceses). 
El nombre comercial: "5HP" se convirtió en "5CV" en 1925, cuando se cambió el método de cálculo de la potencia fiscal de los motores: se sustituyó "Horse Power (HP)" por "Chevaux Vapeur (CV)". Entre 1919 y 1925 se estableció una red de cinco mil agentes en todo el mundo, y se crearon filiales y concesionarios exclusivos en casi todas las partes : Japón, Países Bajos, Suiza, Dinamarca, África del Norte, Australia, América del Sur, etc. 
A partir de 1925 se establecieron unidades de producción en España, Italia, Polonia, Argelia, Bélgica e Inglaterra, a fin de evitar las barreras aduaneras que imponían altos impuestos a los productos importados en algunos países (por ejemplo, los derechos de Mac Kenna en Gran Bretaña). 
Los primeros coches de producción fueron construidos en marzo de 1922. 
En el lanzamiento de mayo, el 5HP sólo está disponible en una versión Torpedo de 2 plazas, luego, a finales de 1922/principios de 1923, se añade una versión Cabriolet de 2 plazas más lujosa. 
A finales de 1923, una versión «  Torpedo «  de 3 plazas (conocida como "asiento abatible o plegable" de 3 plazas) completa la gama. 
A finales de 1924, esta carrocería será reemplazada por un nuevo torpedo de 3 plazas, esta vez fijo (dos en la parte delantera y una en la trasera dispuestas en forma de "hoja de trébol").

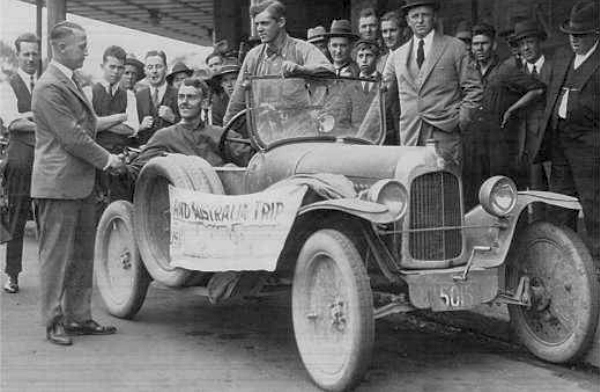
« Bubsie" de vuelta en Perth el 30 de diciembre de 1925 después de 17000 km en cinco meses.

El 5HP es un modelo de fiabilidad y frugalidad comparado con los de la competencia : es extremadamente robusto, como lo demuestra "Bubsy", un torpedo de 2 plazas comprado de segunda mano por dos estudiantes, que en 1925, en condiciones extremas y sin problemas mecánicos, realizó un viaje de 17.000km  alrededor de Australia en cinco meses.

Desafortunadamente, aunque el 5HP es un éxito innegable, no es suficientemente rentable.
Para preparar el nacimiento del Vehículo modelo B14 totalmente de acero, André Citroën tomó la decisión, en contra del consenso general, de terminar la producción en mayo de 1926. No obstante, se consideró un modelo "Tipo C.4" con un cuerpo "todo de acero", pero finalmente se abandonó porque el coste era demasiado alto.
El 5HP es hoy el típico coche de colección de los años 20. 
Su éxito se debe a que ya fue un gran éxito comercial en su época y también al hecho de que es posible restaurarlo muy fácilmente a partir de las todavía numerosas piezas y reproducciones de la época. 
De los 83.000 vehículos 5HP construidos, muchos han sido convertidos en vehículos comerciales, tractores, etc. 
Se estima que han sobrevivido unos dos o tres mil coches (3 à 4%).

## Técnica

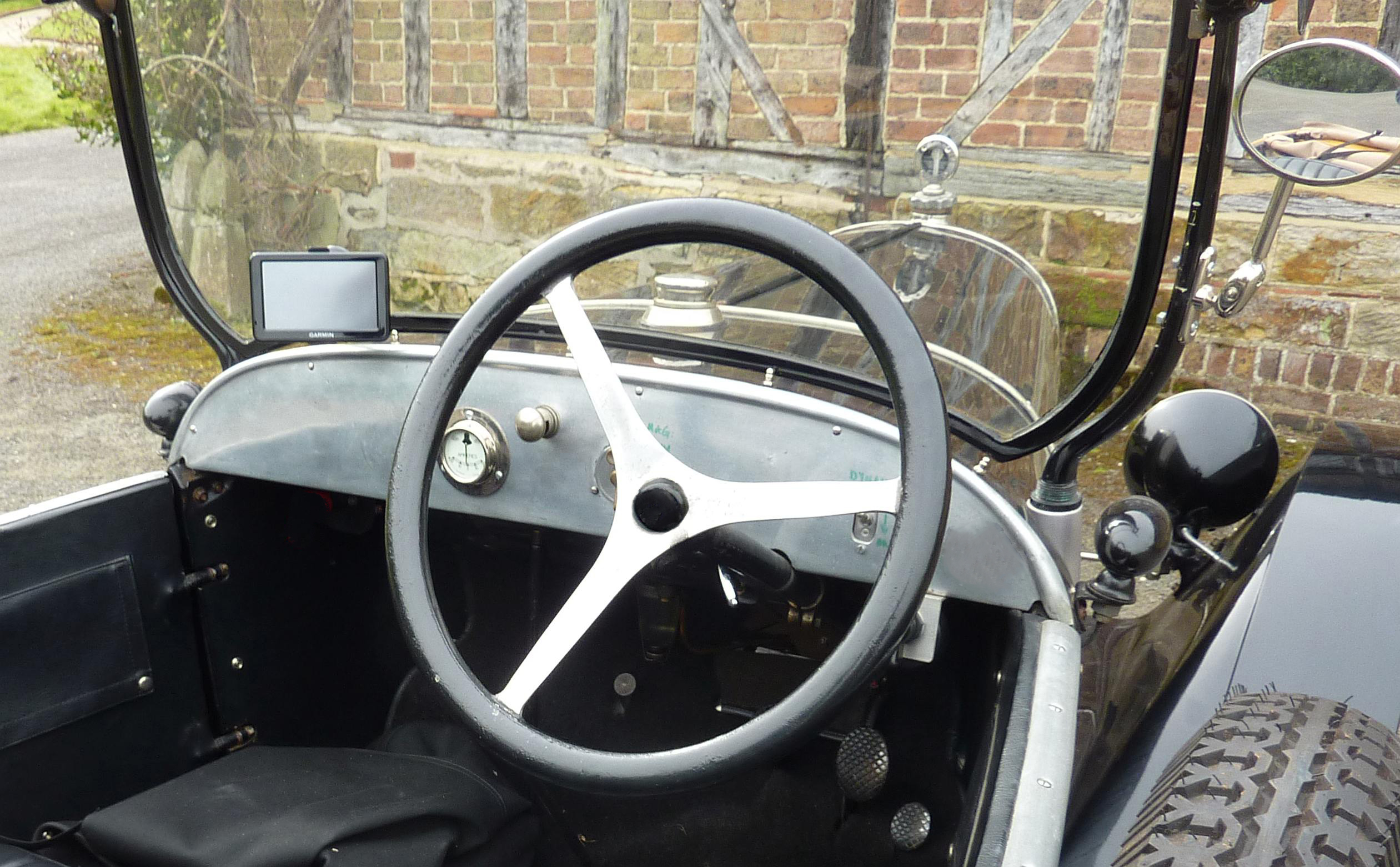
Componentes del salpicadero T2 1922

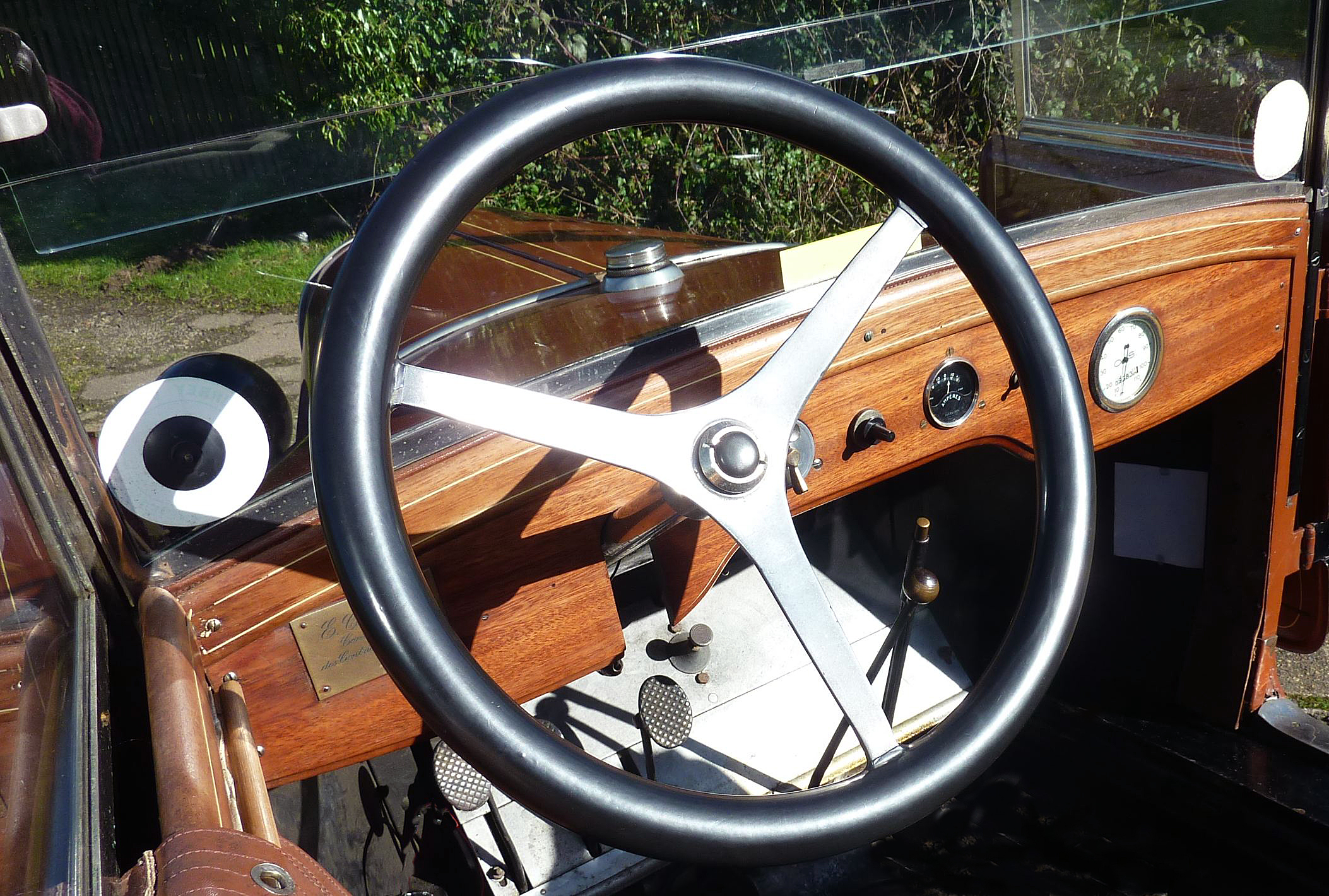
… Cabriolet C3.

El "Pequeño Citroën", se adelanta a la competencia.
Está equipado con un arranque eléctrico y con faros eléctricos, importantes bazas para satisfacer a las clientas sensibles la facilidad de conducción.
El peso en vacío es de 543 kg (principalmente el motor, la caja de cambios y el eje trasero). 
La velocidad máxima es de 60 km/h, y el consumo de combustible es de 5L por cada 100 km.
El chasis del 5HP se ensambla en la fábrica de Levallois y el montaje final se hace en Javel. Se dispone de versiones con volante a la derecha para Francia (la demanda sigue siendo fuerte para este modo de conducción) y también para la exportación (Inglaterra, Commonwealth, Suecia, Argentina, Australia).
La carrocería consiste en una estructura de madera, sobre la cual se clavan las láminas de chapa a la carrocería. El 5HP será el último Citroën con carrocería compuesta (armazón de madera cubierto con chapa)
Sólo hay una puerta, en el lado del pasajero, que se abre hacia el frente. 
Las bisagras son invisibles (excepto el cabriolet) y la deformación del cuerpo es absorbida por una cerradura de doble cono que impide que las puertas se abran inesperadamente.
Los coches de principios del año 1922 tienen un capot con tres ranuras de ventilación, sustituido por una versión de dieciséis ranuras (aprox. septiembre 1922), y la parte delantera tiene una elegante parrilla en forma de cortavientos.
A finales de ese mismo año 1922, por razones técnicas de fabricación, el radiador, entonces con una viga soldada en la rejilla del radiador, se construye con una viga y una rejilla de radiador separadas.(niqueladas).
Las primeras insignias de Citroën son de forma chevron azul sobre una base niquelada, luego se invierten los patrones.

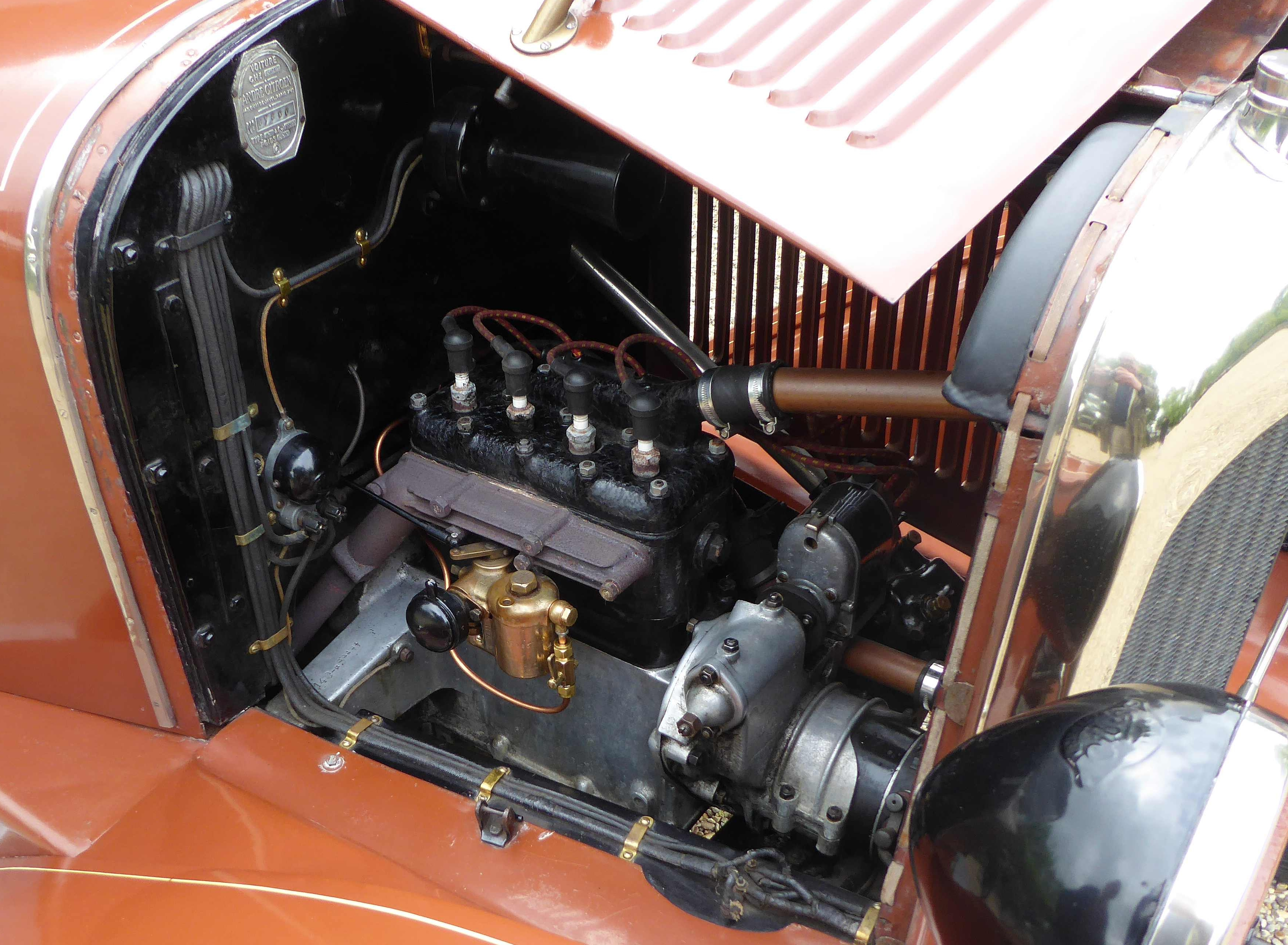
Motor con Solex MHD

El motor con válvulas laterales es un motor de 4 cilindros y 856 cc refrigerado por termosifón que desarrolla 11 hp. A partir del 1 de junio de 1925, el sistema de refrigeración se mejora montando un ventilador en todos los modelos (antes sólo se montaba en los descapotables).
Se usó un carburador Solex .
El arranque inicialmente por batería, bobina y delco es reemplazada alrededor de marzo de 1923 por un encendedor tipo magneto "RB".

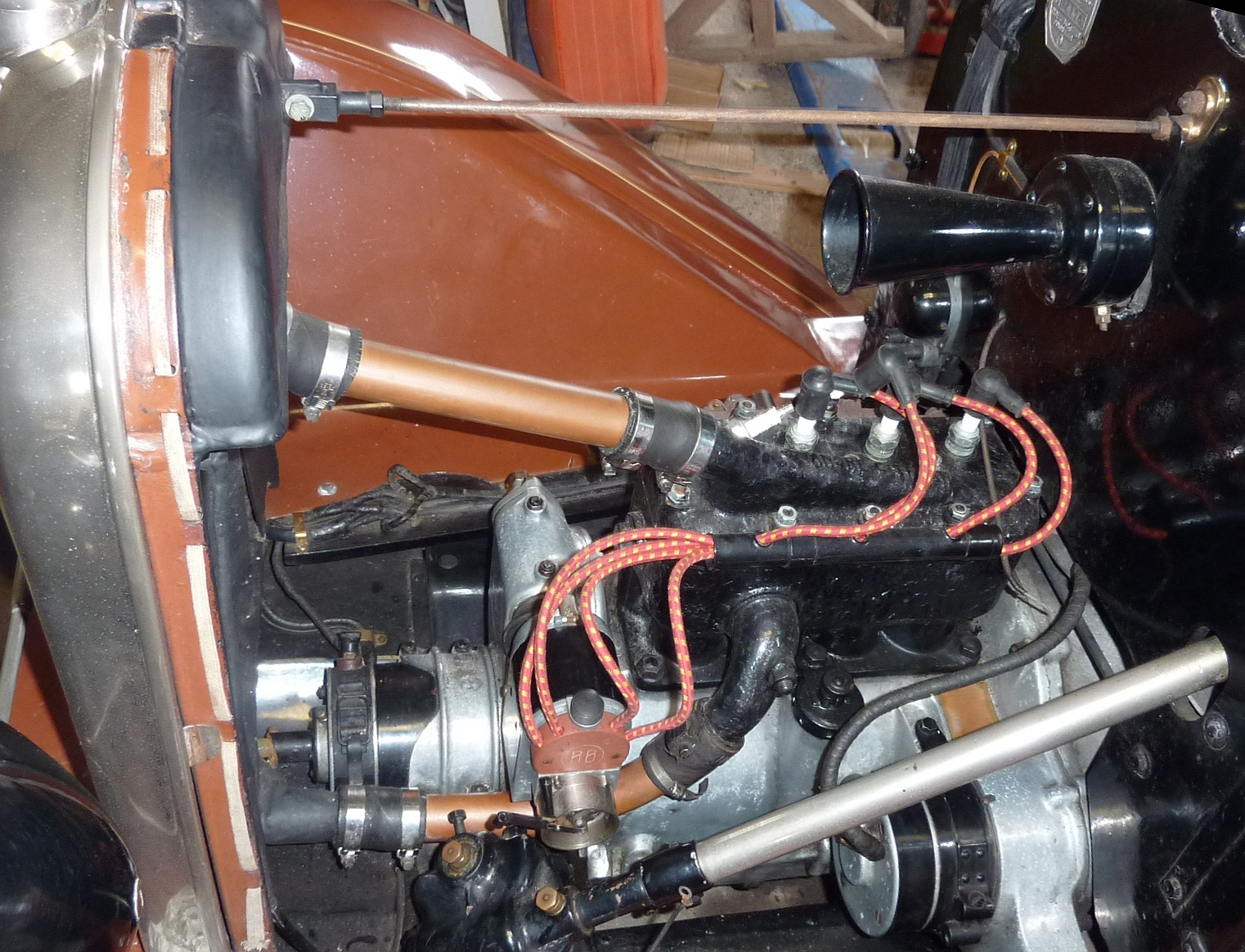
Motor con magneto RB.

El motor está acoplado a una caja de cambios no sincronizada de tres velocidades más marcha atrás. 
Los engranajes son de corte recto (muy ruidosos), por lo que la caja de cambios tiende a "cantar" en la 1ª y 2ª marcha; el ruido se anula en la 3ª marcha (accionamiento directo). 
La caja de cambios es aún más ruidosa si los piñones están desgastados, pero también cuando el cojinete entre el eje primario y el secundario tiene demasiado juego. 
Esto último hace que el engranaje primario sea excéntrico en relación con los engranajes de reducción de la 1ª-2ª, e induce un juego exagerado entre estos engranajes, que luego trabajan al final de los dientes, lo que resulta en un aumento del ruido y un desgaste prematuro.
La disposición de los pedales es claramente distinta a los coches actuales.
Como en los coches contemporáneos, el pedal del acelerador se encuentra entre el pedal del embrague y el pedal de control del freno de desaceleración situado en la salida de la caja de cambios.
No hay frenos en las ruedas delanteras. 
El freno  principal está situado a la salida de la caja de cambios y el freno de mano controla los dos tambores de las ruedas traseras. 
El frenado no es el punto fuerte del coche; hay que saber anticiparse y dosificar la acción de los dos sistemas de frenado o se corre el riesgo de romper el eje de trasmisión de la rueda.
Muchos 5HP han sido modificados para acoplar el freno de la transmisión y los frenos traseros con el pedal único de freno, aumentando su eficacia. 
Esta modificación fue finalmente adoptada en serie en los últimos modelos del año 1926.
El chasis tiene forma trapezoidal. Está reforzada por travesaños para evitar la deformación de los largueros en forma de U.
La suspensión consiste en cuatro ballestas de hojas invertidas de un cuarto de elipse. 
Los amortiguadores de fricción se instalan de fábrica en la parte trasera del cabriolet sólo desde 1925 (más pesado).
En el otoño del año 1923, el corto chasis del Tipo C2 se alarga 10 cm del Tipo C3 (la distancia entre ejes aumenta a 2,35 m). 
Se extiende por un cuello de cisne cerrado por un travesaño adicional y ahora sobresale sobre el eje trasero. Ahora soporta la parte trasera de la carrocería hasta que está en voladizo. Sobre este chasis "largo" se construirán las antiguas carrocerías « Torpedo » y « Cabriolet », los nuevos « Torpedos » "de tres plazas" y la "furgoneta de reparto".
El alargamiento del chasis se nota por la mayor distancia entre la rueda de repuesto y el guardabarros trasero. Este chasis se construye sin modificaciones hasta el final de la producción.
El eje trasero es del tipo "banjo". 
El alojamiento diferencial puede tener una forma redonda u ovalada desde julio del año 1925. Los engranajes cónicos son del tipo Citroën "chevron". 
Un engranaje helicoidal, más fácil de mecanizar y más robusto, está disponible en el mercado de repuestos desde el año 1928.
El sistema de parabrisas de Duvivier es sustituido por un sistema similar de Citroën en los modelos TL y T3-2 en julio del año 1925.
Los neumáticos de 700x80 "con cordón Michelin" son del tipo de "alta presión", es decir, inflados a 4 o 5 bares, lo que dificulta la conducción y reduce el confort. 
Fueron sustituidos à partir de marzo del año 1924 por neumáticos de "baja presión" de 715x115 con neumáticos inflados a 2,5 bares, que se ofrecieron por primera vez como opción y luego se montaron de serie en junio de ese mismo año. 
Posteriormente, las llantas con reborde de 11-12x45 aparecieron en 1927 para los neumáticos de baja presión con reborde (1,5 à 1,75 bar) "Confort Bibendum" y se instalaron comúnmente como reemplazo de los neumáticos originales con reborde, a insistencia de Michelin.
Dado que el nivel de equipamiento del Citroën 5 HP está relativamente simplificado, muchos distribuidores y fabricantes de accesorios están aprovechando la oportunidad para ofrecer múltiples soluciones para mejorar la comodidad o el rendimiento de la conducción, como portaequipajes, medidores de combustible (O.S.), termómetro de agua, velocímetro y reloj (Jaeger, O.S.), amortiguadores (Houdaille, Repusseau), frenos delanteros (Poulet, Acmos), mejoras en el motor (Desprez Super-Culasse, F. Crespelle Trasformaciones, Ruby-Ricardo culata).

## Modelos
El « Torpedo «  de 2 plazas  y el « Cabriolet » de 2 plazas están montados en  los años1922-1923 en un chasis corto (C2). Estas carrocerías se montarán en un chasis largo (C3) en octubre del año 1923, junto con la "Furgoneta  de reparto" y los "Torpedos » de 3 plazas. 
El "Torpedo » de 3 asientos con asientos plegables" es reemplazado en octubre del año 1924 por el "Torpedo » de 3 asientos en « Trefle".

## Torpedo de 2 plazas (T2)

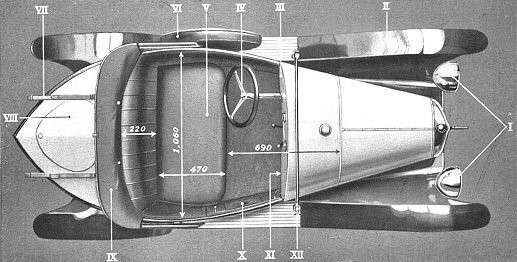
5HP C2 Torpédo T2.

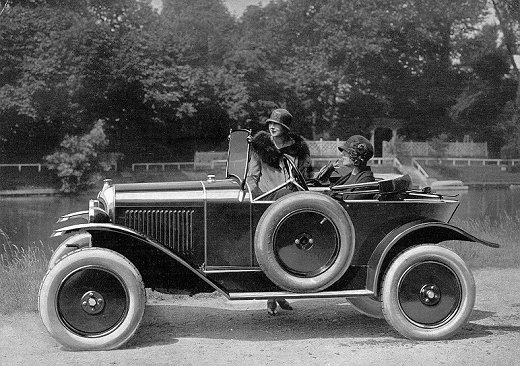
5HP C3 T2 1924

•	Producción: Chasis corto (C2): mayo de 1922 a septiembre de 1923; chasis largo (C3): octubre de 1923 a la primavera de 1925.
•	Colores de la carrocería: amarillo (C2-1922/23), luego rojo Burdeos, azul Canon o marrón Habano (C3-1924/25).
La "forma en punta" trasera le da al Torpedo un aspecto deportivo. También toma el apodo de "culo de gallina".
El cómodo asiento de dos plazas está tapizado en imitación de cuero negro (C2), luego en (C3): rojo o negro para el rojo Burdeos; negro para el azul Canon, marrón o negro para el color Habana.
El suelo está cubierto con  alfombra de cepillo  negro.
En el interior, hay dos bolsillos de almacenamiento en el marco de la puerta y en el lado del conductor.
La rueda de repuesto está montada en el lado del conductor. Las bisagras de la puerta son invisibles.
En la parte trasera del coche hay un maletero, accesible desde arriba y cerrado con una tapa. Hay dos soportes para un portaequipajes de 40 × 80 cm.
Los estribos son de aluminio, reforzados con ranuras longitudinales. Son negros, la parte superior de los surcos está pulida.
Las aletas y la cubierta del marco son de chapa pintada al horno, siempre de color negro.
Los faros (cuencos negros, puerta del faro niquelada) están conectados por una barra de ancho ajustable (niquelada)
El salpicadero de aluminio guilloche pulido  es sencillo y sólo tiene un amperímetro, un interruptor de faro/encendido.
La capota de un solo eje está hecha de tela negra resistente al agua. Los arcos son de madera de fresno curvados en forma de U. El equipo para todo tipo de clima (cortinas laterales) se suministra como estándar.
El punto de bisagra del parabrisas ajustable se colocó en la parte superior de los montantes.
La refrigeración se mejora en junio del año 1925 con la colocación de un ventilador.
Las aletas de perfil plano, conocidas como "aletas planas" son reemplazadas à partir de febrero del año 1925 por "aletas redondas".

## Torpedo de 3 plazas (T3-1)

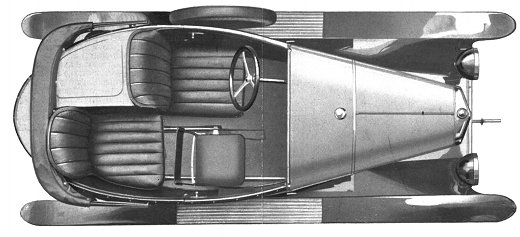
5HP C3 Torpédo T3-1

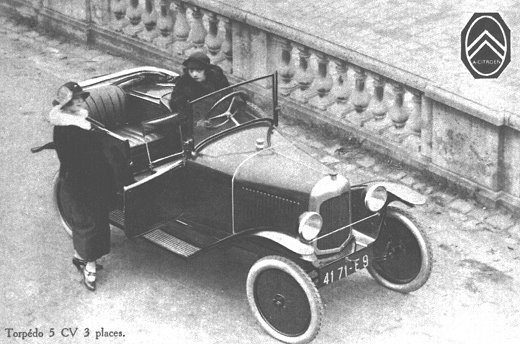
5HP C3 T3-1 1923.

Producción: Chasis largo (C3): de octubre de 1923 a octubre de 1924.
La carrocería tiene una parte trasera redondeada y se amplía para ser más espacioso. La rueda de repuesto se encuentra en el lado del conductor.
La puerta se ha extendido 7 cm en comparación con el modelo anterior T2 .
Un pequeño maletero se encuentra detrás del asiento del conductor. Se puede acceder a ella desde arriba y se cierra con una tapa.
El asiento del conductor está fijo. El asiento del pasajero está montado sobre dos rieles cilindros y puede moverse hacia adelante y hacia atrás. En la parte delantera, hay un asiento plegable debajo del salpicadero que se puede desplegar cuando el asiento del pasajero está en posición retraída.
Colores de la carrocería: rojo Burdeos, azul Canon, marrón Havana. Algunos carrocerías raras han sido pintados de verde musgo.
El color de los asientos de imitación de cuero: rojo o negro para el rojo burdeos; negro para el azul Canon, marrón o negro por Habana.
El punto de bisagra del parabrisas ajustable está situado en la parte inferior de los pilares.
El suelo está cubierto con  alfombra de cepillo  negro.
En el interior, hay dos bolsillos de almacenamiento en el marco de la puerta y en el lado del conductor.
Este modelo tenía una distribución limitada (sólo 8.000 unidades) porque los clientes no apreciaban la comodidad del asiento plegable y serán llamados incorrectamente "Falso Trébol" por los coleccionistas después.

## = Torpedo de 3 plazas Trebol (T3-2)

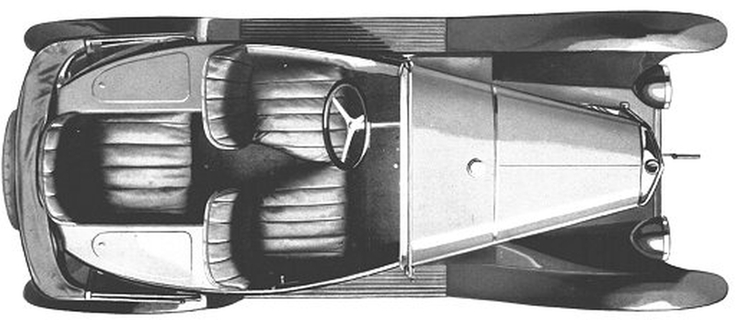
5HP C3 Torpédo T3-2 "Trebol".

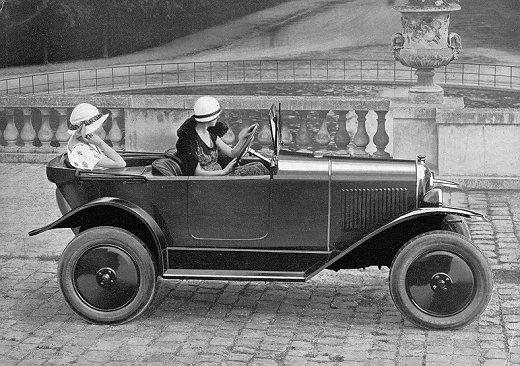
5HP C3 T3-2 1924.

Producción: chasis largo (C3): de octubre de 1924 a junio de 1926.
Este modelo reemplaza al T3-1.
Sus tres asientos están dispuestos en un patrón de "hoja de trébol", de ahí el nombre de "trefle"   . En la parte delantera, hay dos asientos individuales, el tercero se coloca en la parte trasera en el centro. Un pasaje entre los asientos delanteros permite el acceso al asiento trasero.
Dos pequeños baúles se colocan a la derecha y a la izquierda del asiento trasero. Se puede
acceder a ellas desde arriba y se cierran con tapas.
Colores de la carrocería : beige oscuro y a partir del mes de diciembre de del año 1924 rojo Burdeos, azul Canon, marrón Habana.
Color de los asientos de imitacion de cuero: rojo o negro para el rojo; negro para el azul Canon, marrón o negro para el Habana.
El punto de bisagra del parabrisas ajustable se encuentra en la parte inferior de los pilares.
El suelo está cubierto con  alfombra de cepillo  negro.
En el interior, hay dos bolsillos de almacenamiento en el marco de la puerta y en el lado del conductor.
La rueda de repuesto está montada en la parte trasera.

## Cabriolet (TL)

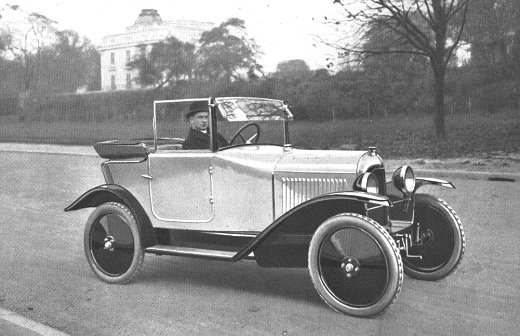
5HP C2 cabriolet TL Oct 1922

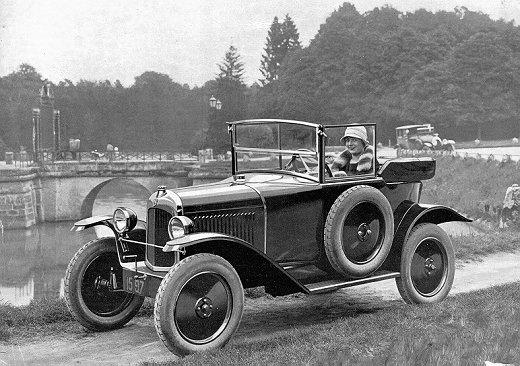
5HP C3 Cabriolet TL 1924

Producción: chasis corto (C2): de marzo de 1923 a septiembre de 1923; chasis largo (C3): de octubre de 1923 a junio de 1926.
El modelo Cabriolet es una versión más lujosa y cómoda que el Torpedo.
La parte trasera es idéntica al Torpedo de dos plazas.
Colores del cuerpo: amarillo o habano (C2-principios de 1923), luego: rojo burdeos, azul canon o habano (C3-1924/25).
Color de los asientos : de cuero: rojo o negro para el rojo burdeos; negro para el azul canon, marrón o negro para la habana.
La capota encierra la carrocería herméticamente; está hecha de imitación de cuero negro con aros de metal. 
En el interior, una tela dobla la capota, que puede abrirse o cerrarse desde el interior. 
En el chasis largo, la capota está disponible en imitación de cuero rojo, marrón o negro.
El suelo está cubierto con  alfombra de cepillo  negro.
Dentro hay dos bolsillos de almacenamiento en la puerta y en el lado del conductor.
En el chasis corto, la abertura del tronco es más grande que en el modelo T2; esto no permite montar una puerta del maletero; el chasis largo volverá a la abertura pequeña. Dentro, detrás de los asientos, una escotilla cerrada por una tapa da acceso al maletero.
Una manilla de la puerta en forma de T está montada en el exterior. Las bisagras son visibles.
Un cómodo asiento de banco ofrece suficiente espacio para dos personas. Los primeros descapotables tienen el asiento del banco ligeramente hacia atrás en el lado del pasajero.
En el chasis corto, el salpicadero o "panel de instrumentos" está hecho de aluminio guilloche pulido  .En el chasis largo, se sustituye por una tabla de caoba barnizada con frisos de madera incrustados que continúa en las franjas debajo de las ventanas.
Las dos ventanas laterales bajan por dentro de la puerta y se accionan con una correa como en los vagones de tren de la época. 
Estas ventanas también pueden estar en posición alta incluso cuando la capota está abierta. Están unidos al parabrisas.
El parabrisas está en dos partes con la parte superior abierta hacia adelante.
A partir de 1925, los amortiguadores de fricción se colocaron en el eje trasero.

## Coche de reparto (VL)

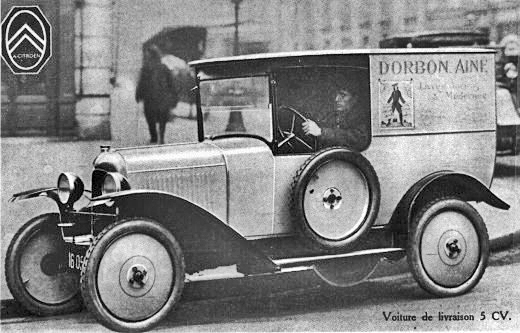
5HP C3 VL

Producción: Chasis largo (C3): de principios de 1924 a la actual 1925.
La carga útil del vehículo es de 125 kg. Las dimensiones interiores de la parte útil son 750 mm de largo, 1.070mm de ancho y 1.070mm de alto.
El coche tiene dos asientos de cuero artificial separados. El asiento del conductor está fijo, el del pasajero se puede quitar.
El techo es una estructura de madera de una sola pieza cubierta con imitación de cuero.
El suelo está cubierto con una alfombra de goma.
En el interior, hay dos bolsillos de almacenamiento en el marco de la puerta y en el lado del conductor.
El salpicadero está hecho de chapa lacada en negro.
Los pasamanos están hechos de aluminio pintado de negro.
El parabrisas está en dos partes, la parte superior se abre hacia adelante.
La sección de utilidades en la parte trasera está equipada con dos puertas con bisagras.
En el mamparo frontal hay una puerta corrediza, que puede transportar cargas de hasta 1.500 mm de largo.
El vehículo tiene una sola puerta en el lado no conductor que se abre hacia adelante.
Las cortinas de lona impermeable están colocadas a ambos lados. En el lado de la puerta, la cortina se abre con la puerta.
El parabrisas estaba en dos partes, la parte superior de abría.
Color del cuerpo: Marrón habana. Asientos: imitación de cuero negro

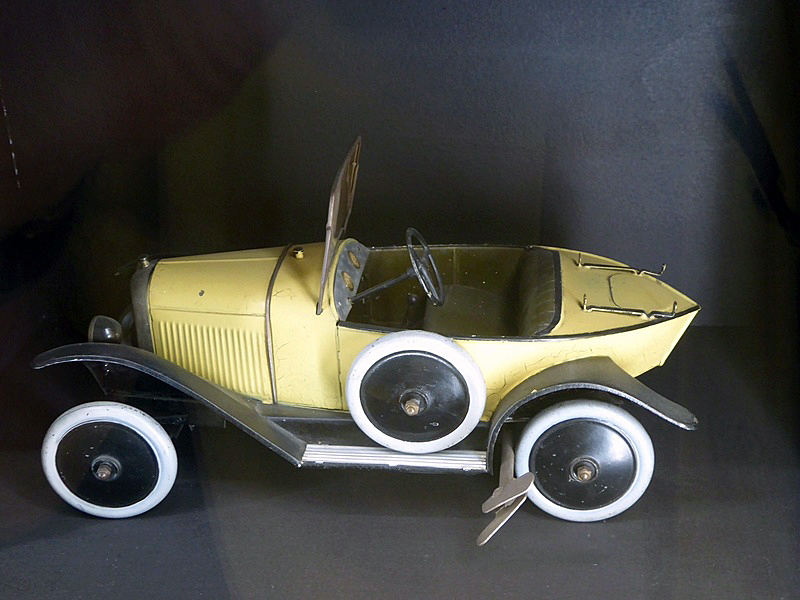
Juguete Citroën 5HP
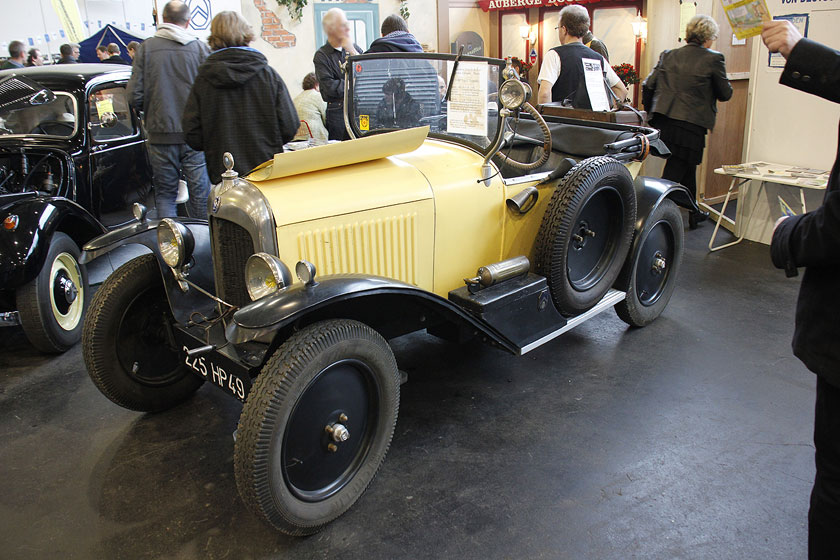
5HP C2 T2
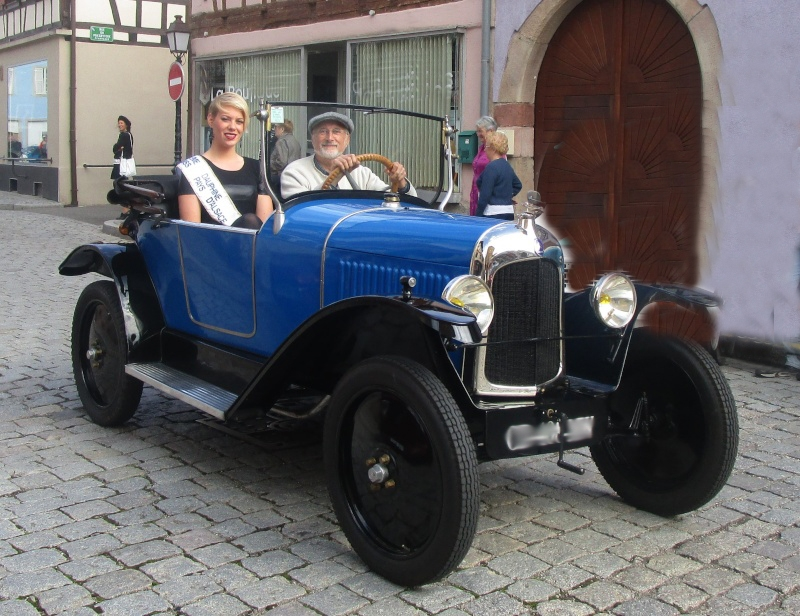
5HP C2 T2
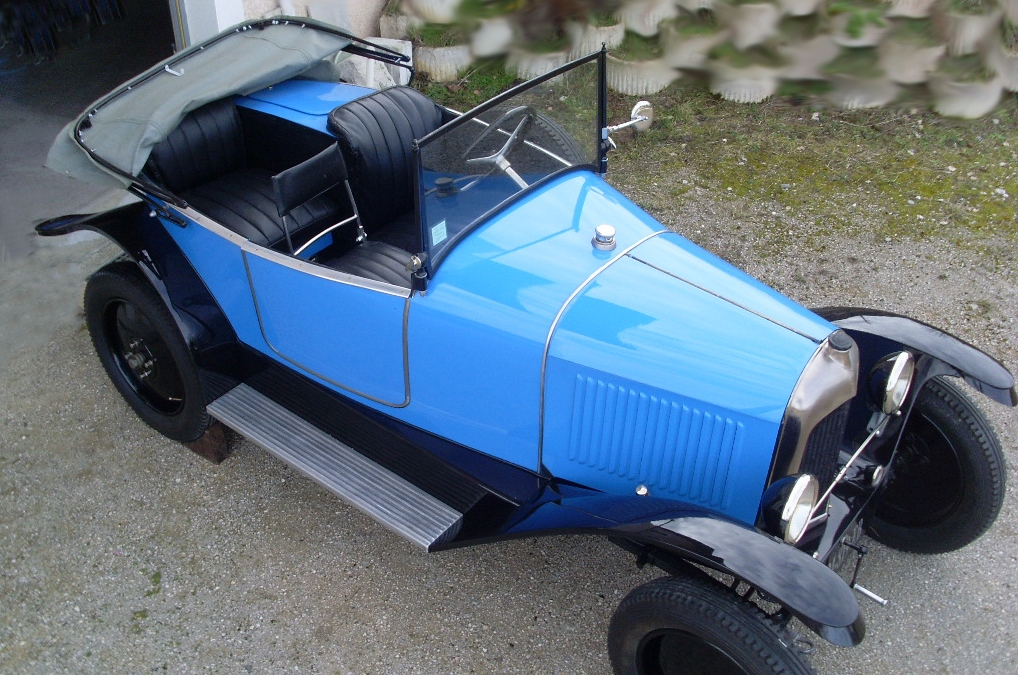
5HP C3 T3-1
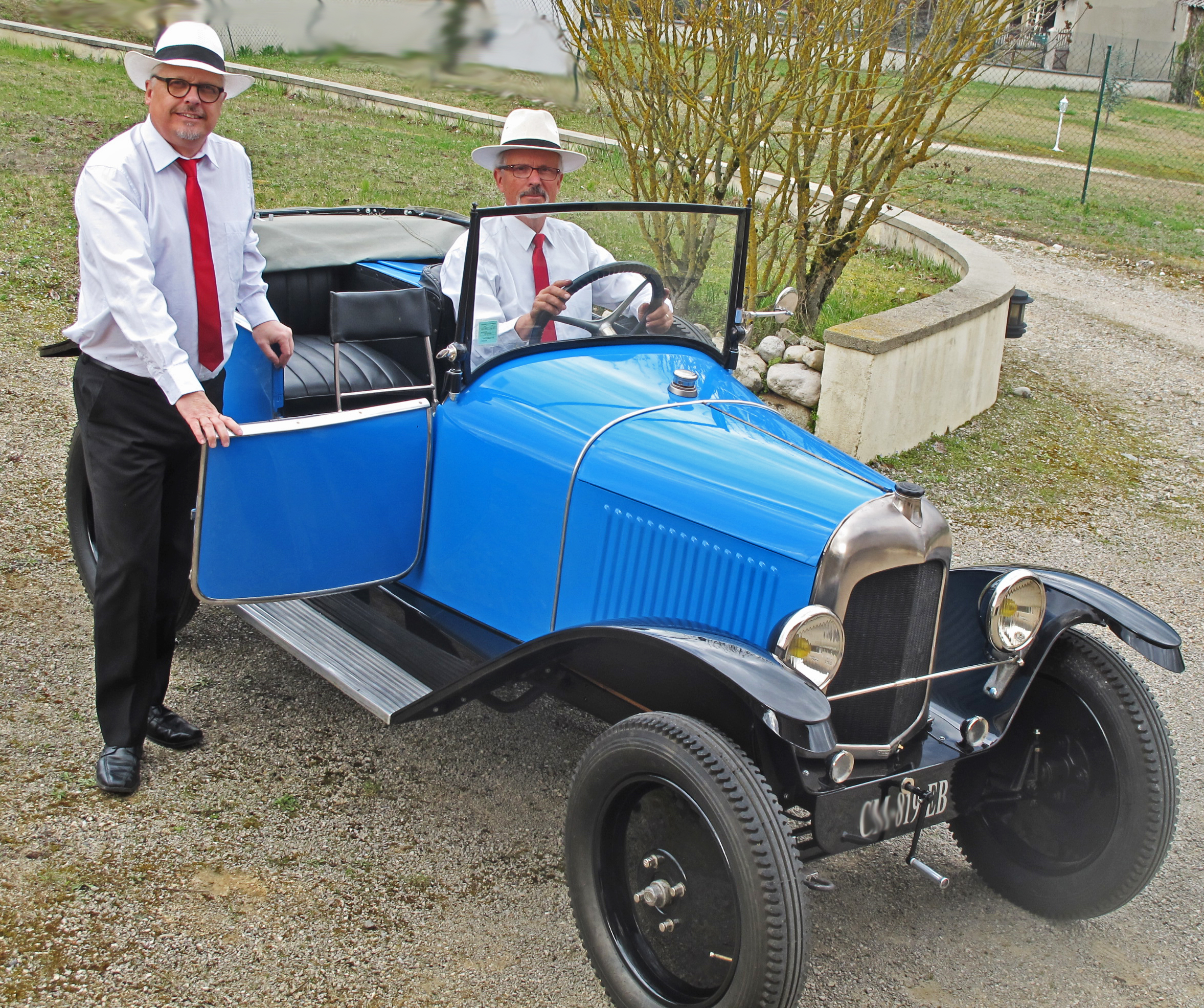
5HP T3-1
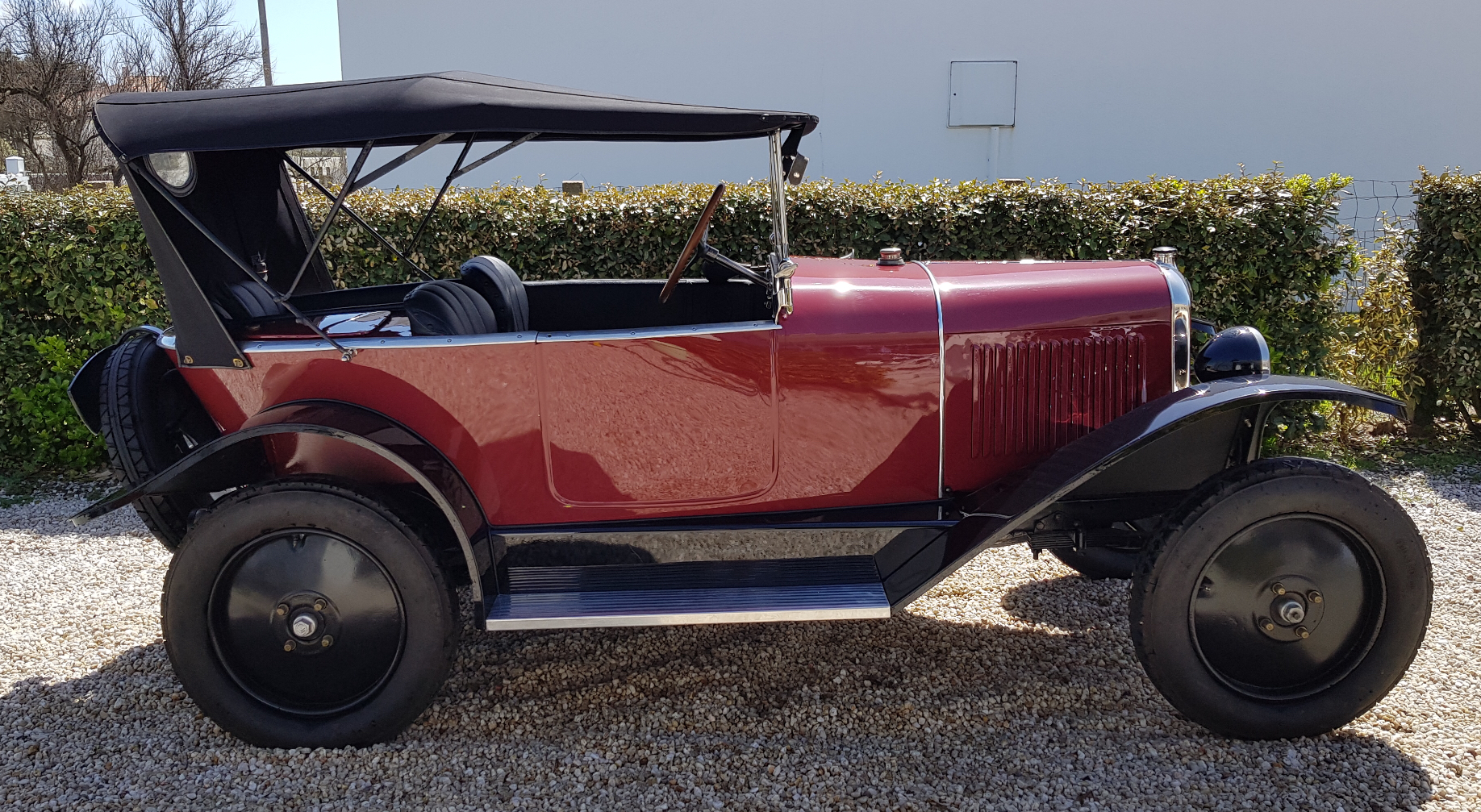
5HP C3  T3-2
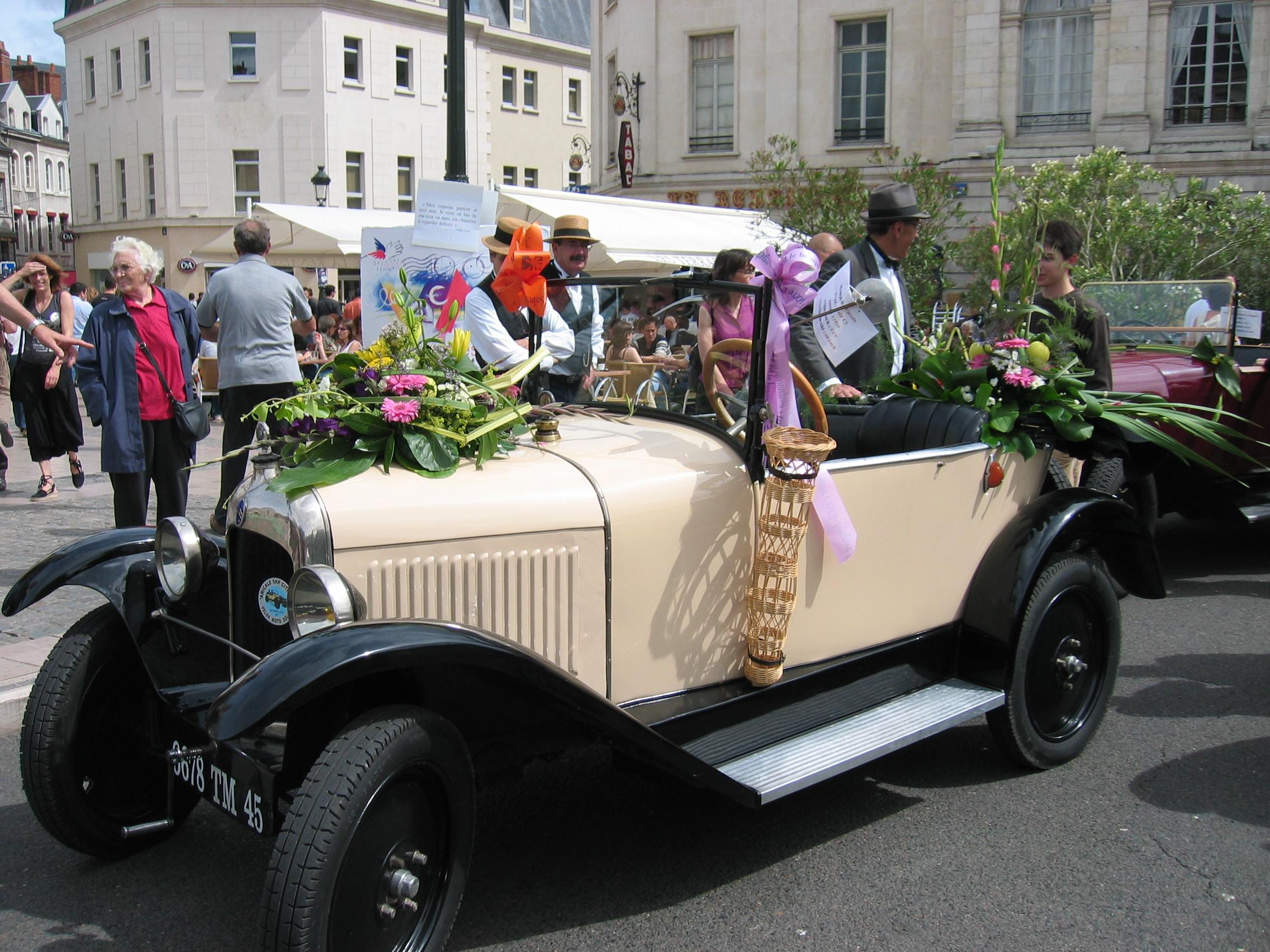
5HP C3 T3-2
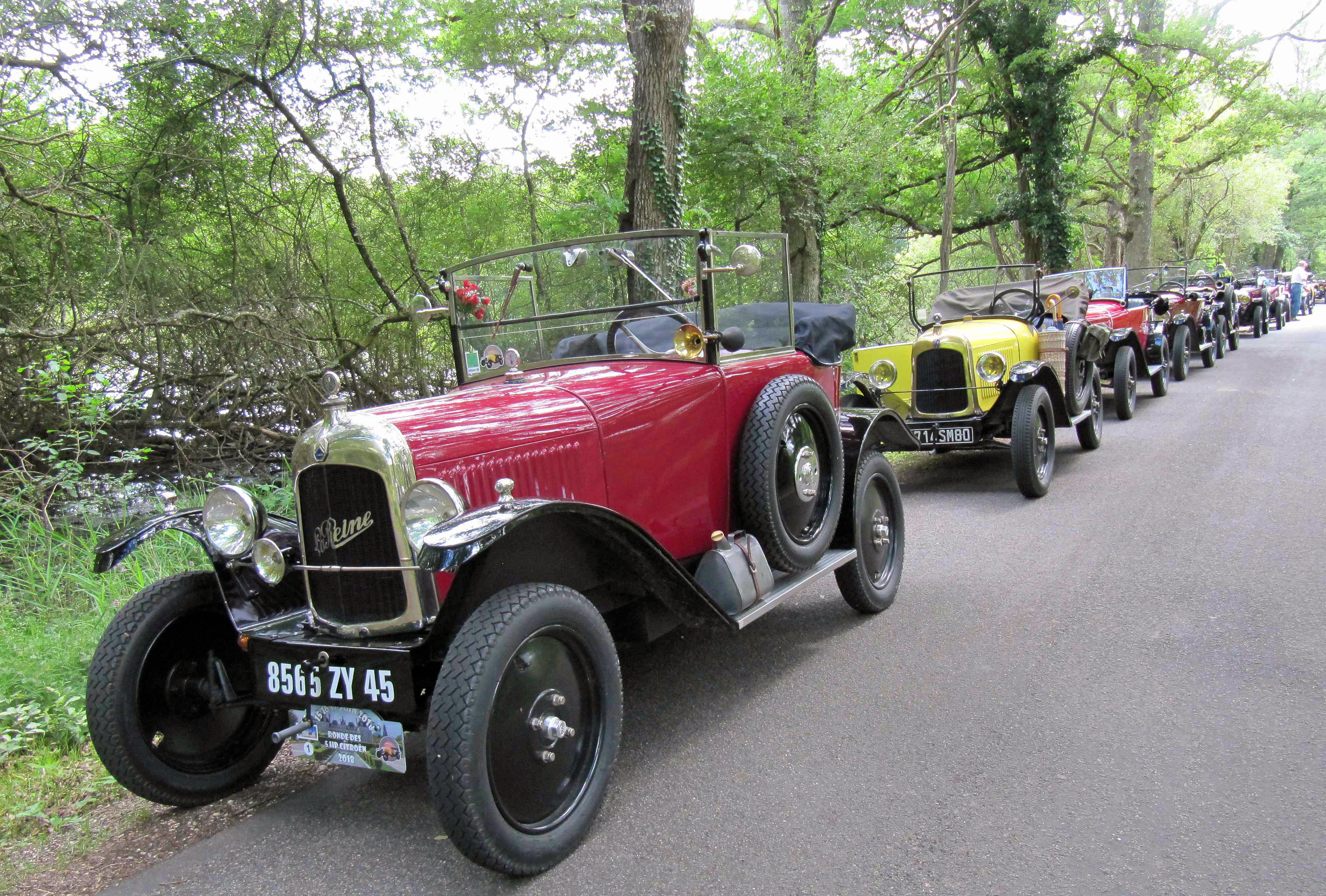
5HP C3 TL
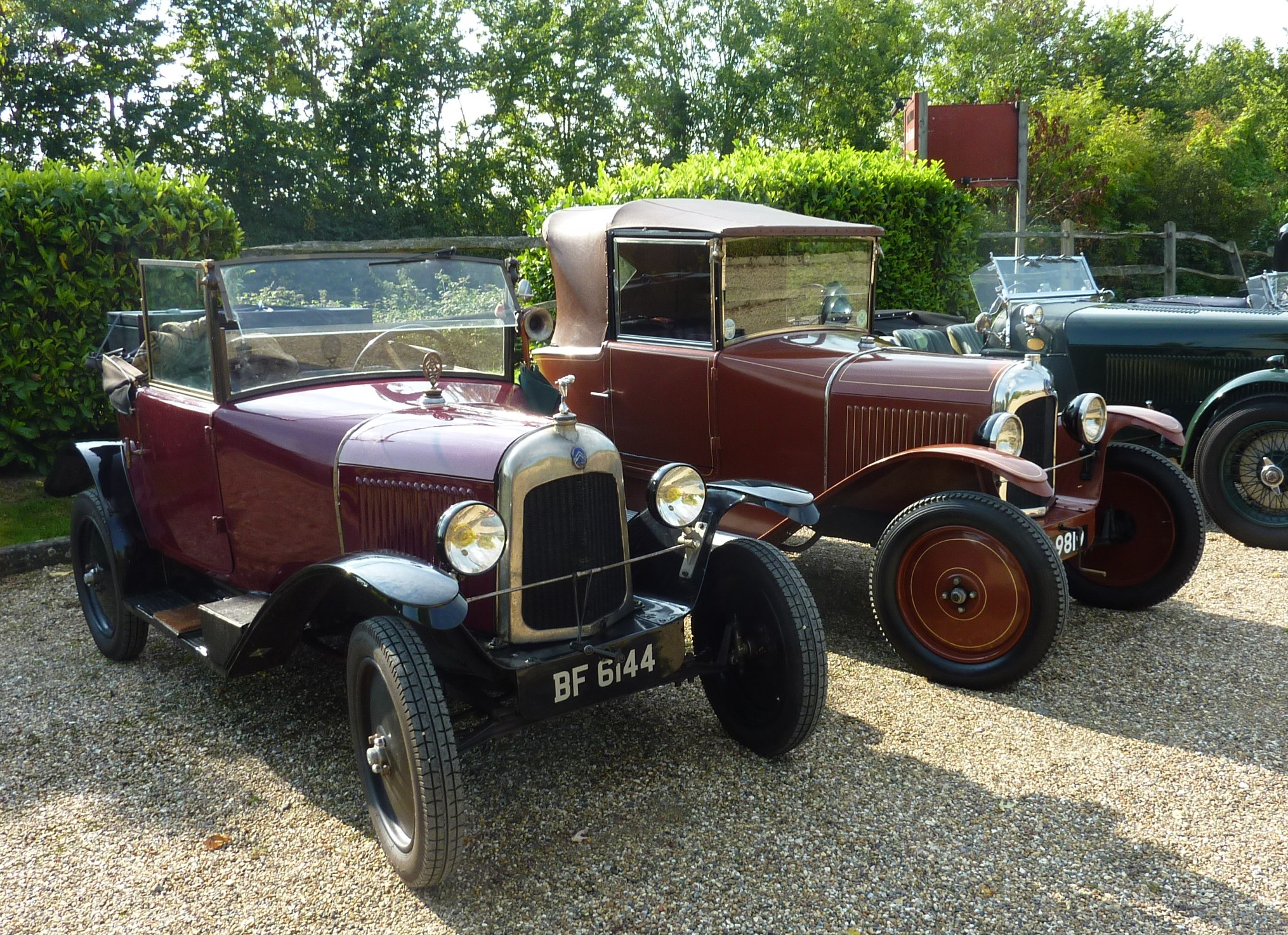
5HP TL 1924
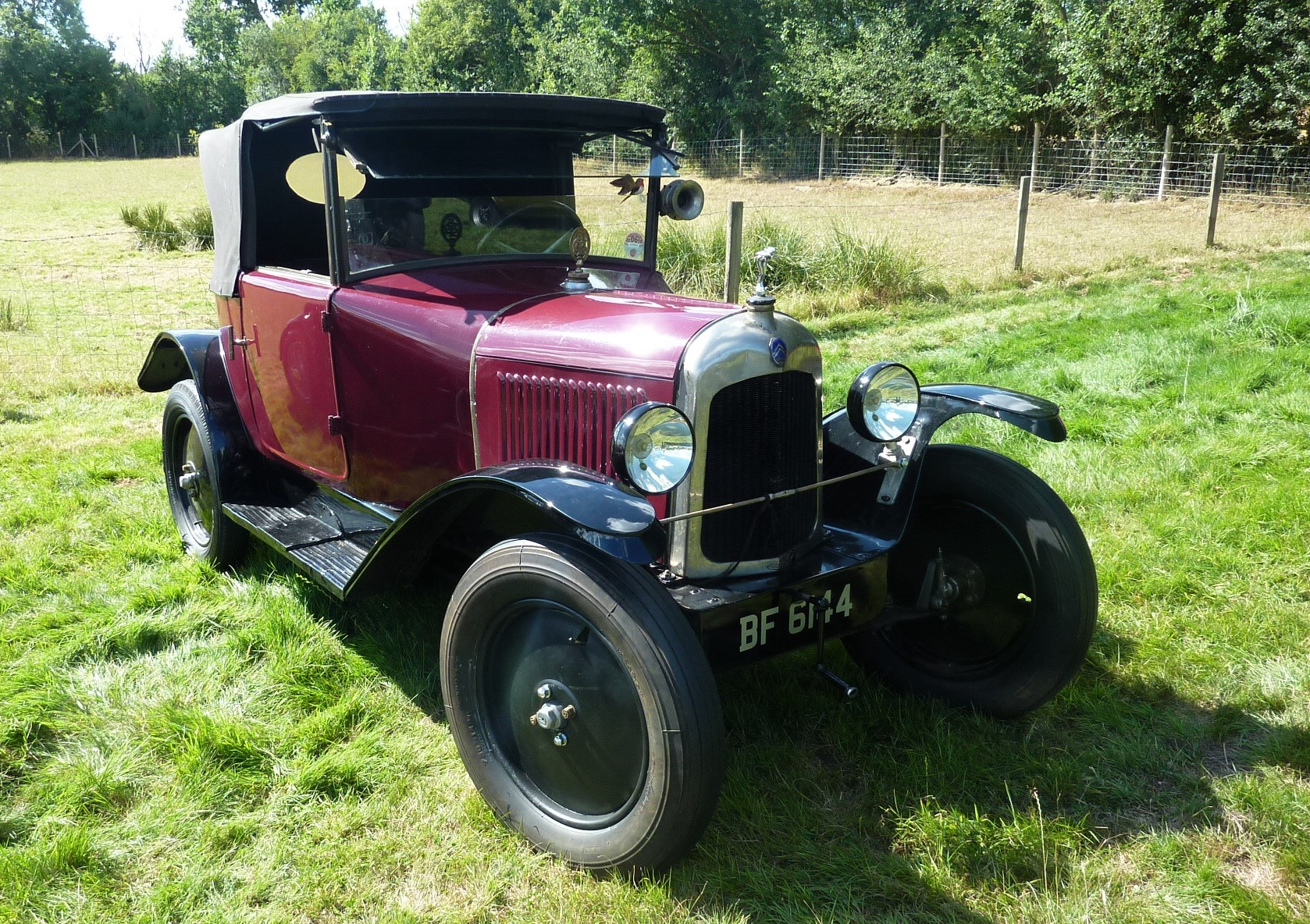
5HP TL
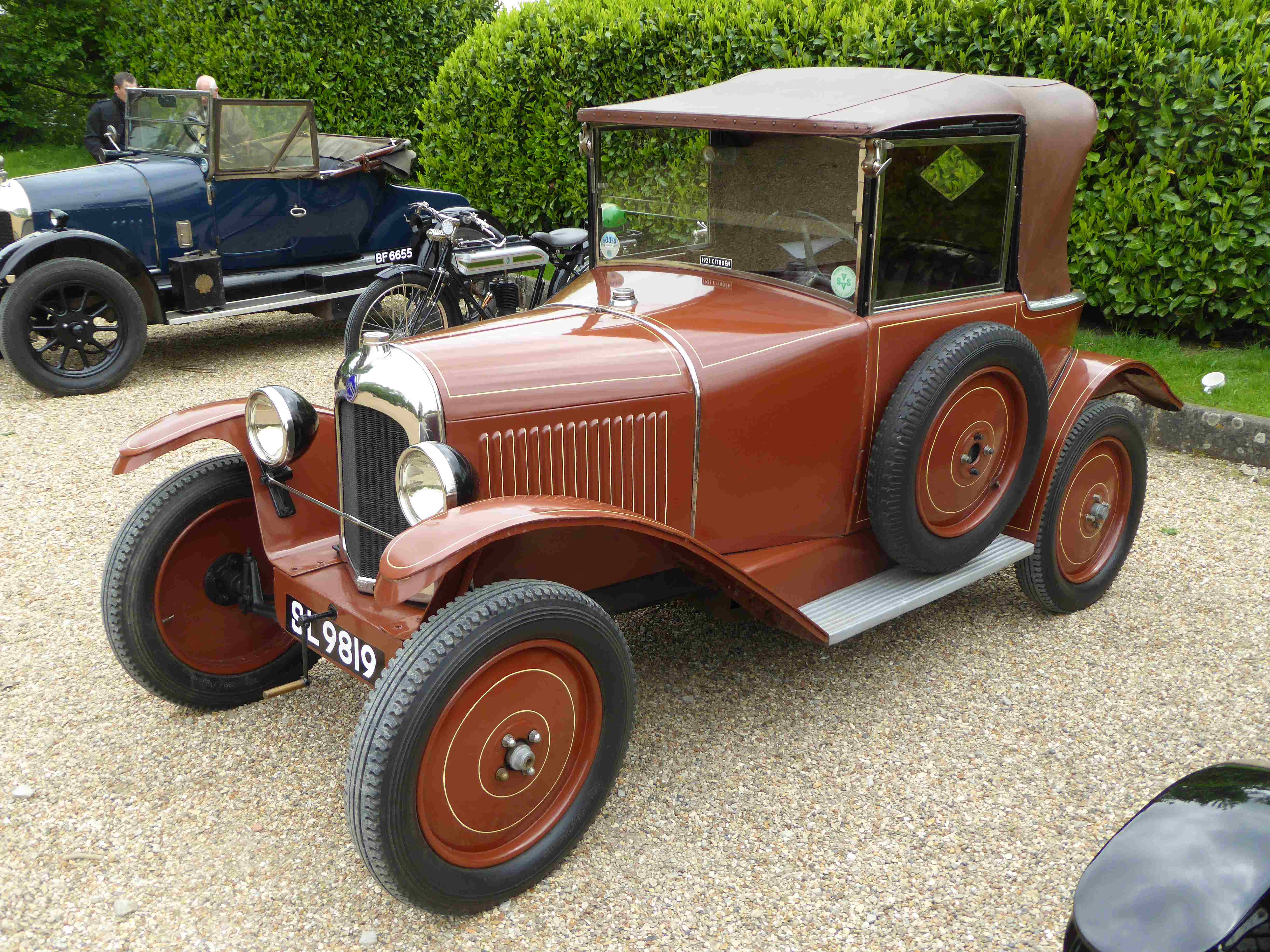
5HP TL
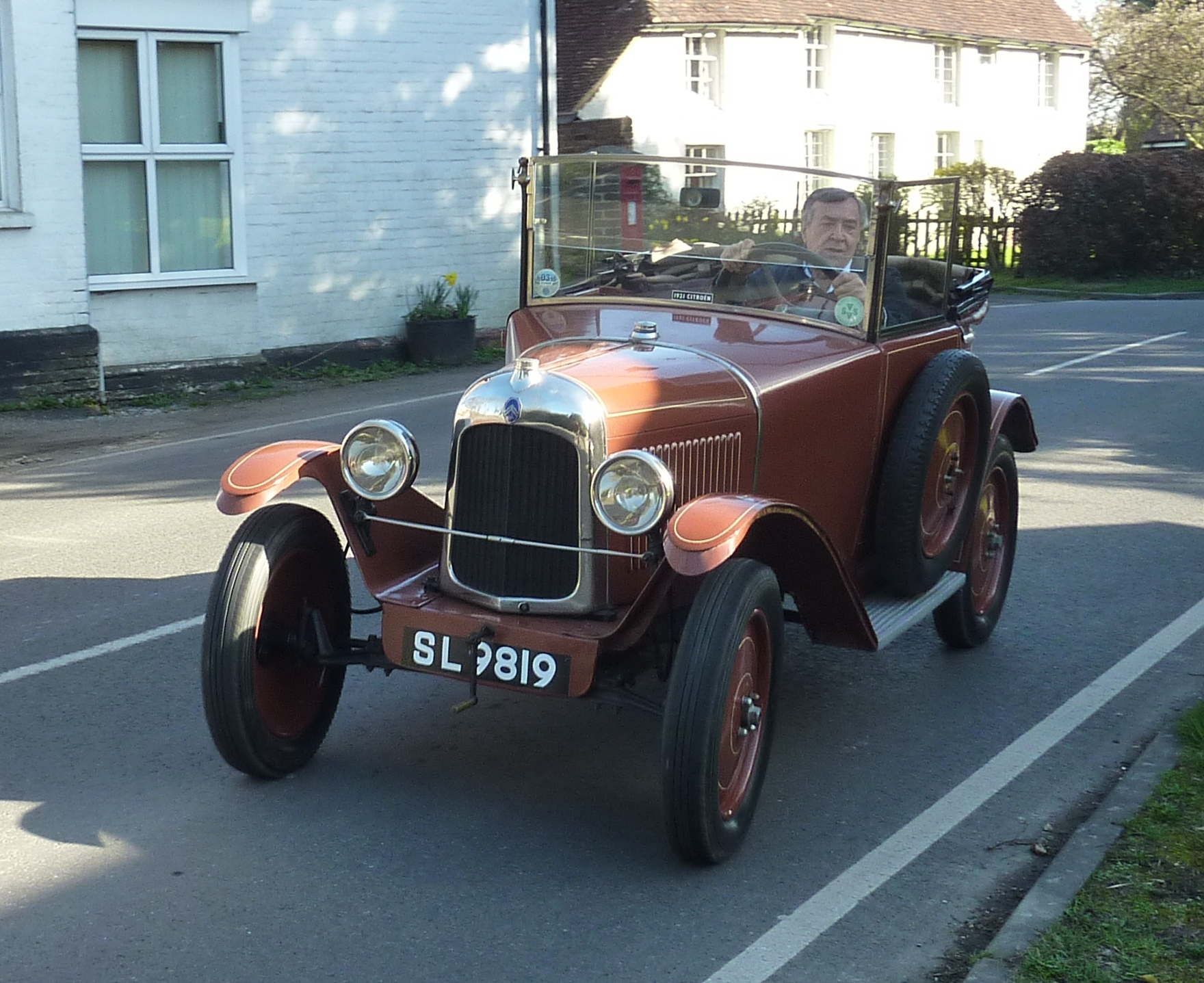
5HP TL
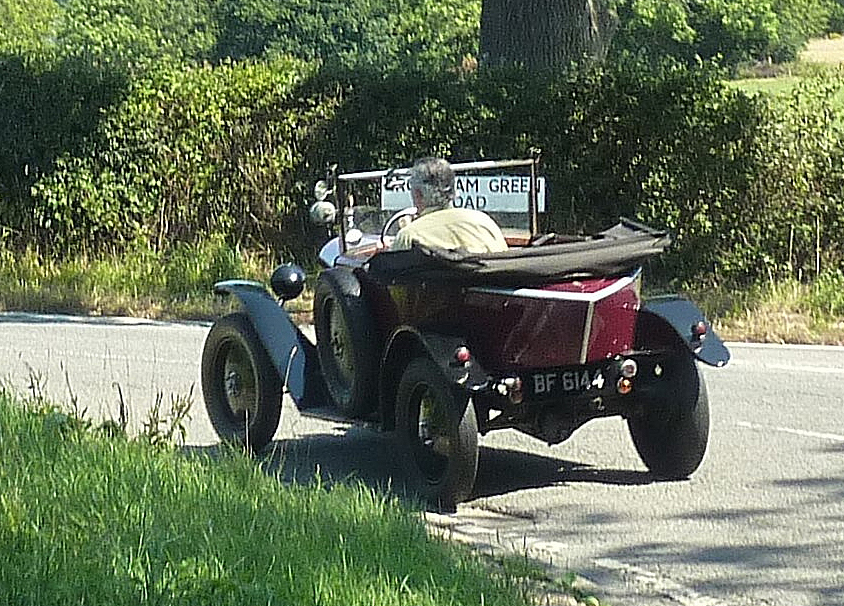
5HP TL
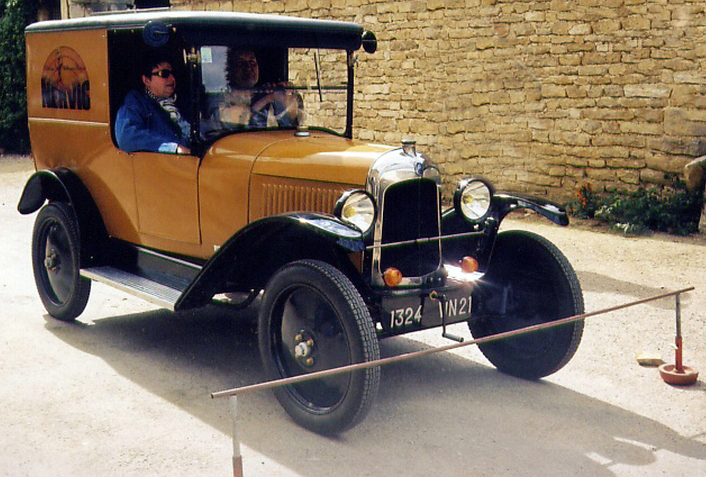
5HP VL
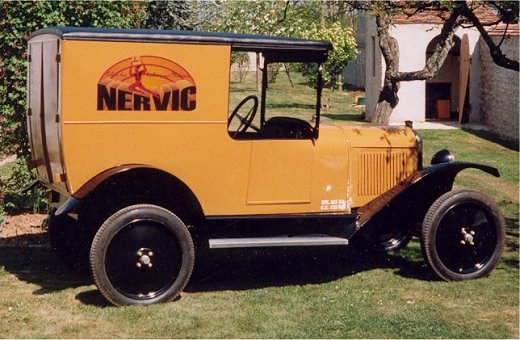
5 HP C3 VL